# Vauclerc
Vauclerc ist eine französische Gemeinde im Département Marne in der Region Grand Est. Sie hat eine Fläche von 6,20 km² und 498 Einwohner (2022).

## Geografie
Die Gemeinde Vauclerc liegt fünf Kilometer südöstlich von Vitry-le-François. Nachbargemeinden sind: Reims-la-Brûlée, Favresse, Écriennes und Luxémont-et-Villotte.

## Bevölkerungsentwicklung
| Jahr                       | 1962 | 1968 | 1975 | 1982 | 1990 | 1999 | 2006 | 2011 | 2018 |
| -------------------------- | ---- | ---- | ---- | ---- | ---- | ---- | ---- | ---- | ---- |
| Einwohner                  | 196  | 185  | 214  | 339  | 511  | 455  | 425  | 509  | 491  |
| Quellen: Cassini und INSEE |      |      |      |      |      |      |      |      |      |

## Sehenswürdigkeiten

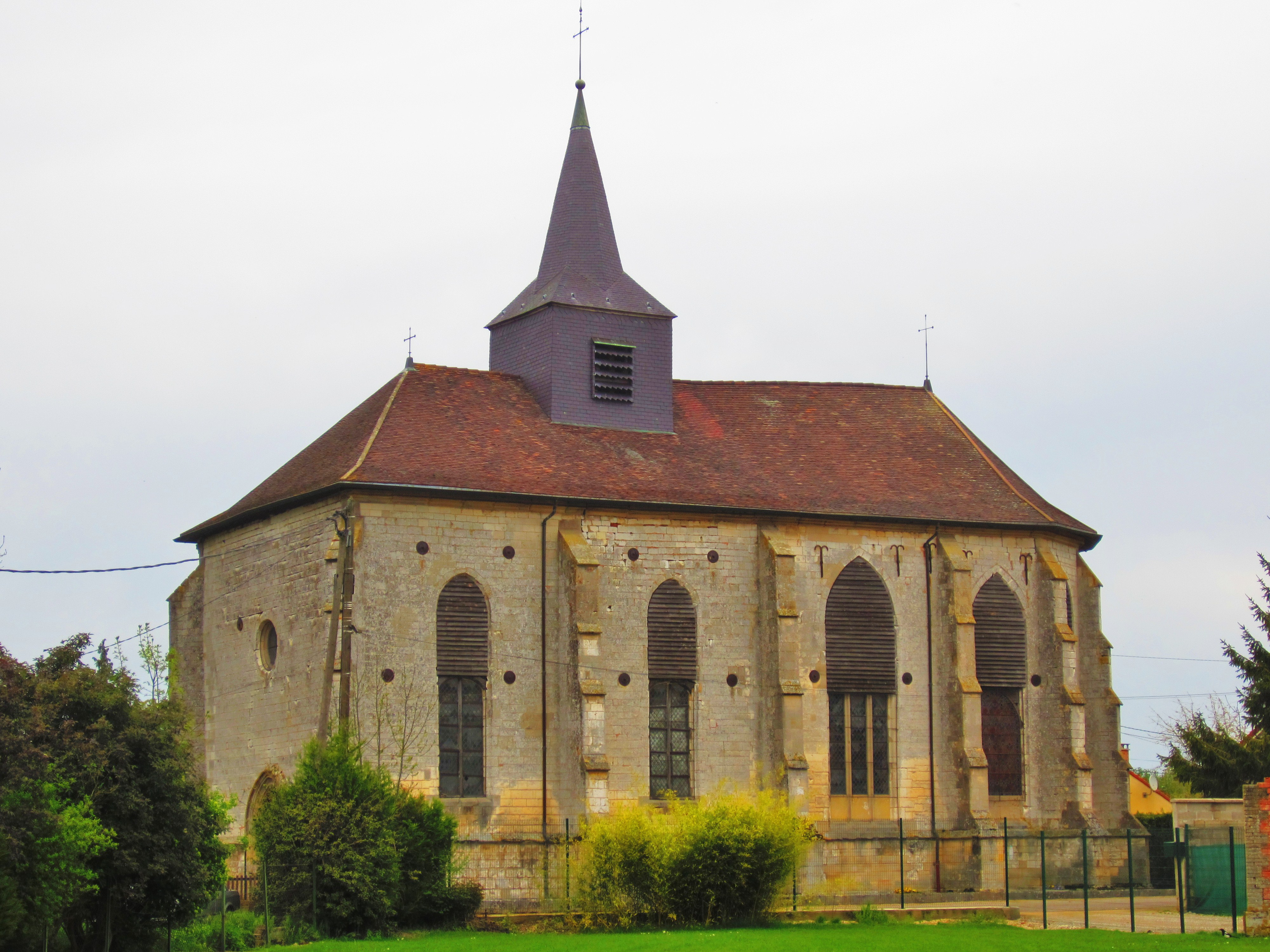
Kirche Saint-Louvent

- Kirche Saint-Louvent